# Sabine Klimek
Sabine Karina Klimek (* 13. März 1991 in Timișoara) ist eine rumänische Handballspielerin.

## Karriere
Sie besuchte  Schulen für sportlich Talentierte, und zwar von 2000 bis 2006 das Liceul cu Program Sportiv „Banatul“ (LPS) in Timișoara und von 2006 bis 2008 das Colegiul Tehnic „Anghel Saligny“ in Baia Mare. Als Jugendliche spielte sie Handball in der LPS-Mannschaft in Timișoara und in den Jahren 2006/08 beim Handballklub Clubul Sportiv Şcolar nr. 2 (CSŞ 2) in Baia Mare.
Von 2009 bis 2013 spielte sie in Baia Mare beim Municipal-Handballclub HCM Știința Baia Mare, der beim EHF-Pokal der Frauen 2009/10 bis in die vierte Runde kam. Von da aus erfolgte 2013 die Ausleihe an den Handbal Club Vlady Oradea in Oradea, wo sie in der Saison 2013/14 spielte. 
Ab dem Jahr 2014 spielte sie in der Mannschaft SC Mureșul in Târgu Mureș, einem Handballklub der Divizia A. Seit 2015 spielt sie mit der Trikotnummer 9 beim Handbal Club Zalău (HC Zalău) in Zalău.